# Бувайте, приємний хлопче (Доктор Хаус)
«Бувайте, приємний хлопче» (англ. No More Mr. Nice Guy)  — тринадцята серія четвертого сезону американського телесеріалу «Доктор Хаус». Прем'єра епізоду проходила на каналі FOX 28 квітня 2008. Доктор Хаус і його нова команда мають врятувати занадто доброго чоловіка.

## Сюжет
Під час страйку під лікарнею Джеф непритомніє. У швидкій його помічає Хаус. Джеф здається йому надто веселим і добрим, тому бере його справу. Він наказує команді перевірити будинок і зробити МРТ і ЕЕГ. Всі аналізи негативні, але кальцій виявляється заниженим. Хаус вважає, що понижений кальцій для пацієнта — норма, тому у нього синдром Вільямса. Проте невдовзі у чоловіка трапляється інсульт, а також аналіз показує, що синдрому Вільяма немає.
Хаус наказує зробити МРТ з контрастом, щоб виявити нейросифіліс. Тринадцята думає, що у Джефа вада серця, але тест на сифіліс виявляється позитивним. Згодом чоловік починає блювати кров'ю, що змушує Катнера подумати про іншу хворобу. Можливо вона пошкодила печінку, що спричинило блювання. Команда знову робить різні тести та розуміє, що у пацієнта гепатит. Хаус наказує зробити тест на саркоїдоз, але він виявляється негативним. Тоді він наказує зробити всі тести, які тільки спадуть на думку. Тим часом Джеф починає злішати й у нього виникає серцевий напад.
Тринадцята пропонує зробити ЕХО серця і Хаус погоджується з нею. Результат нічого не показує і Катнер розуміє, що у Джефа може бути хвороба Шагаса. Новий аналіз позитивний і команда починає лікування. Проте Хаус попереджає Джефа і його дружину, що тепер чоловік не буде «добрим хлопчиком».

## Цікавинки
- Хаус і Ембер вирішують встановити спільну опіку над Вілсоном. Вони визначаться в який час і з ким Вілсон буде бачитись.
- Команда наважується зробити аналіз Хаусу. Він виявляється позитивним на сифіліс. Проте Хаус знав, що вони будуть перевіряти його і підмінив кров.